# Gudbrandsdalen

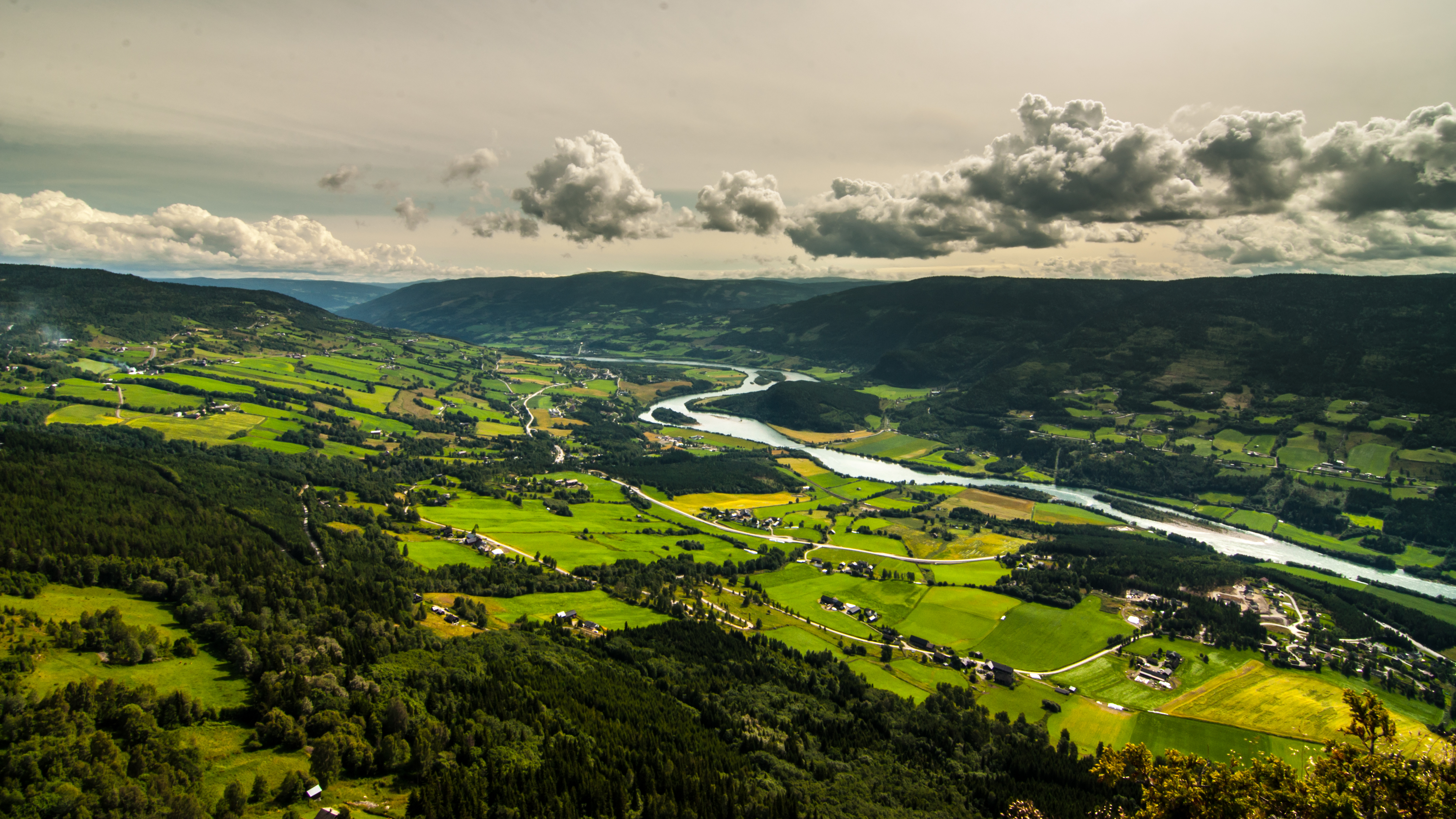
Gudbrandsdalen in der Kommune Sør-Fron

Gudbrandsdalen (deutsch Gudbrandstal) in der norwegischen Provinz (Fylke) Innlandet ist mit etwa 200 km Länge das längste Tal Norwegens. Als geografisches Gebiet werden neben dem eigentlichen Haupttal auch die Seitentäler zur Region Gudbrandsdalen gezählt. Durch das Tal fließt der Lågen.

## Geografie

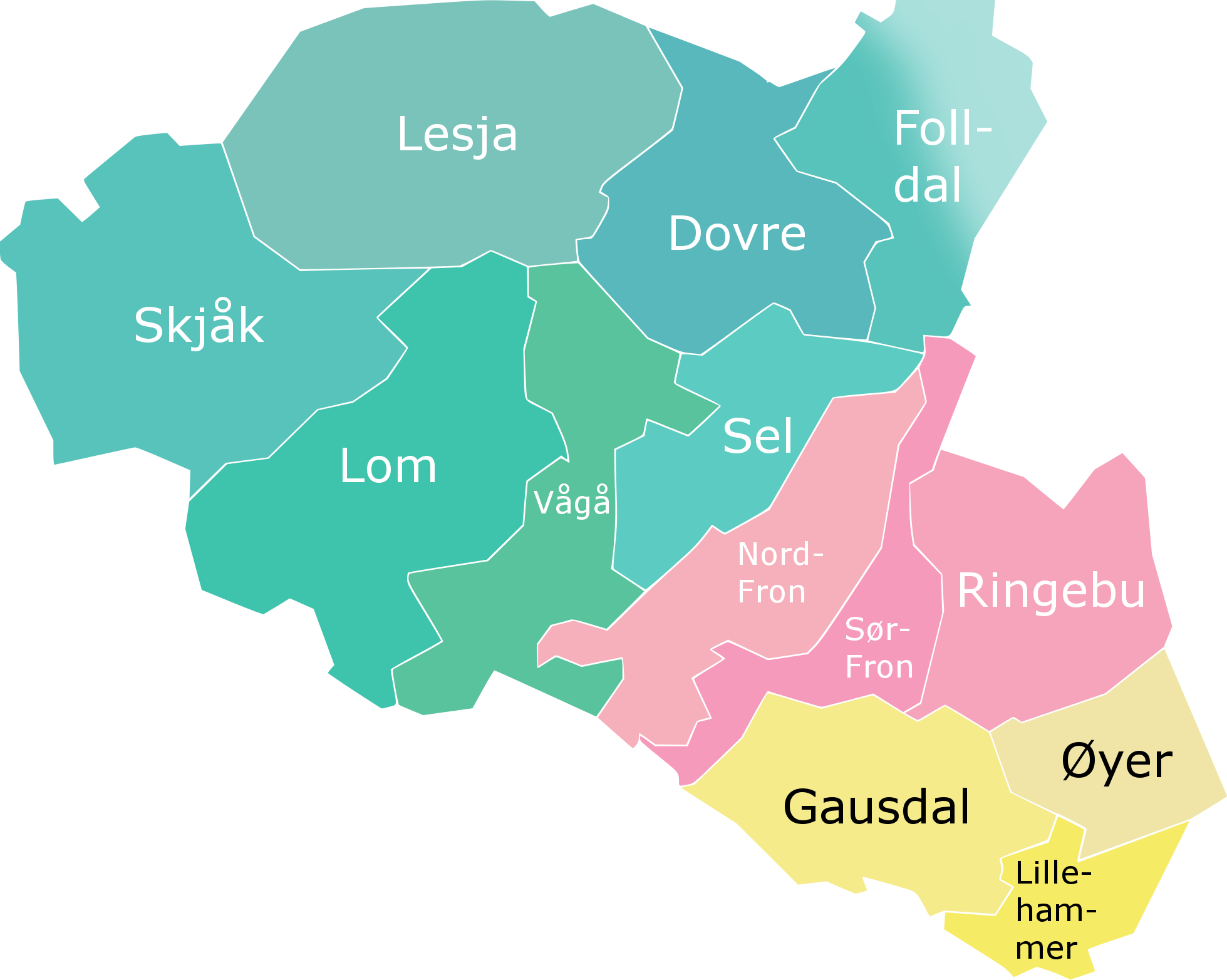
Karte der Kommunen der Region Gudbrandsdalen

Das Tal beginnt im Gebiet um die Stadt Lillehammer am See Mjøsa, dem größten Norwegens. Das Tal verläuft von dort in den Nordwesten, wo es am See Lesjaskogsvatnet auf einer Höhe von etwa 600 moh. endet. Auf Höhe der Ortschaft Otta zweigt das Seitental Ottadalen in den Westen ab. Durch das Tal fließt von Norden nach Süden der Fluss Lågen. Er mündet bei Lillehammer in den Mjøsa, den er als Vorma wieder verlässt.
Der Distrikt Gudbrandsdalen, zu dem auch die Seitentäler zählen, umfasst die Kommunen Lesja, Dovre, Skjåk, Lom, Vågå, Sel, Nord-Fron, Sør-Fron, Ringebu, Øyer, Gausdal und Lillehammer. Das Gebiet hat eine Fläche von 15.340 km² und über 70.000 Einwohner. Die Kommunen Gausdal, Vågå, Lom und Skjåk liegen westlich vom eigentlichen Gudbrandstal.
Die Täler des Gebiets wurden durch Flüsse und Gletscher gebildet. Durch die Erosion entstanden U-förmige Trogtäler. Im Verlauf des Gudbrandstals ändert sich die Landschaft. Während sich teilweise bewaldete Bereiche an das Tal anschließend, befinden sich weiter nördlich höhere Erhebungen an den Talseiten, die teilweise Höhen von über 2000 moh. erreichen. Der Berg Galdhøpiggen liegt südlich des Seitentals Ottadalen in der Kommune Lom und ist somit Teil der größeren Region Gudbrandsdalen.
Das Klima in der Region ist eher trocken, das nördliche Talgebiet gehört zu den niederschlagsärmsten Orten Norwegens. In Skjåk etwa liegt die durchschnittliche Niederschlagsmenge bei 278 mm und damit weit unter dem norwegischen Schnitt.

## Geschichte

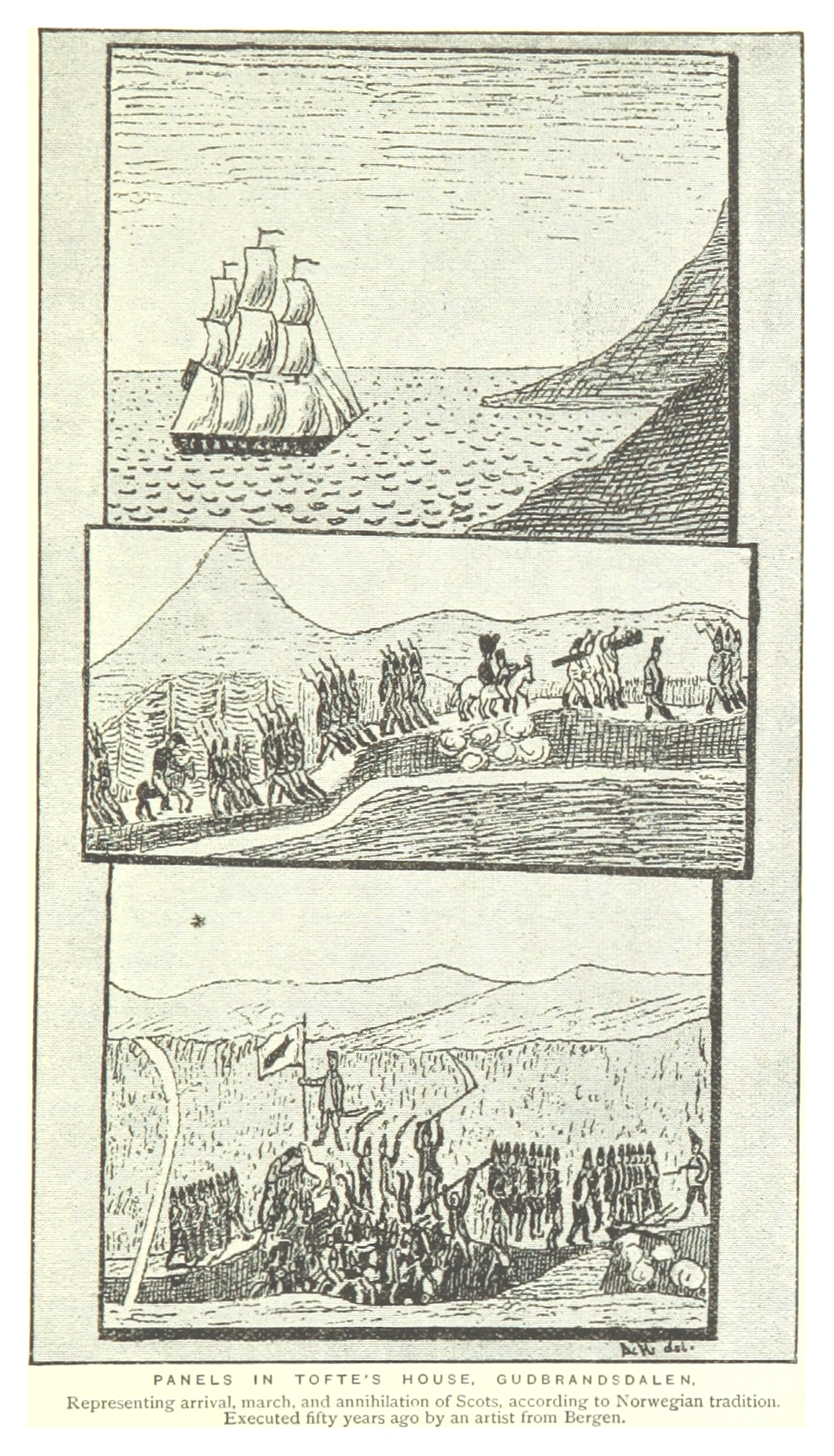
Die Invasion der schottischen Söldner von 1612 zeigt eine Bilderserie auf der Holzvertäfelung in Toftes Haus in Gudbrandsdalen

Der Name Gudbrandsdalen soll von dem Wikingerhäuptling Dale-Gudbrand abgeleitet worden sein, dessen Hof heute noch als Kulturzentrum in Hundorp steht. Es ist als Sage überliefert, dass Dale-Gudbrand sich das gesamte Gudbrandsdal unterworfen habe, indem er an einem Tage das gesamte Tal mit einer Fackel in der Hand durchritten habe.
- 1015 – Gudbrandsdalen wird in der Heimskringla von Snorri Sturluson erwähnt
- 1349–1350 – Die Bevölkerung halbiert sich während der Pest.
- 1537 – Als Folge der Reformation übernimmt der König die Kontrolle über die Kirchengüter. Die Krone wird somit der größte Grundeigentümer im Gudbrandsdalen.
- 1612 – Ein schottisches Söldnerheer unter George Sinclair wird durch die Schlacht bei Kringen von der Lokalbevölkerung gestoppt. Später kam es zu einer Legendenbildung um die Schlacht.[5][6]
- 1670–1725 – Der größte Anteil des königlichen Eigentums wird zur Erfüllung der Kriegsschulden verkauft und gibt Grundlage für die Herausbildung einer neuen lokalen Oberklasse.

## Verkehr

### Schienenverkehr
Durch das Gudbrandstal verläuft parallel zum Lågen die Bahnlinie Dovrebanen. Die Strecke stellt auf 485 Kilometern die Verbindung zwischen Eidsvoll in der Nähe von Oslo und der Stadt Trondheim her. Die Linie ist die Hauptverbindung zwischen den Regionen Østlandet und Trøndelag. Sie folgt dabei ab dem See Mjøsa südlich von Lillehammer dem Lauf des Lågens durch das Gudbrandstal in Richtung Nordwesten. Bei der Ortschaft Dombås zweigt die Strecke in den Nordosten ab und verlässt das Tal. In den Nordwesten weiter Richtung Lesja führt ab Dombås die Bahnstrecke Raumabanen.

### Straßenverkehr
Ab dem Mjøsa weitgehend parallel zur Bahnlinie Dovrebanen und somit auch zum Fluss Lågen führt die Europastraße 6 (E6) durch das Tal. In ihrem Verlauf durch das Gudbrandstal stoßen mehrere Fylkes- und Riksveier aus den Seitentälern auf sie zu. So zweigt bei der Ortschaft Otta der Riksvei 15 in den Westen ab. Dieser führt vom Gudbrandstal aus bis an die norwegische Westküste. Wie die Bahnstrecke zweigt auch die E6 bei Dombås in den Nordosten ab und verlässt das Tal. Durch das Gudbrandstal weiter in den Nordwesten führt ab hier die Europastraße 136 (E136).

## Wirtschaft

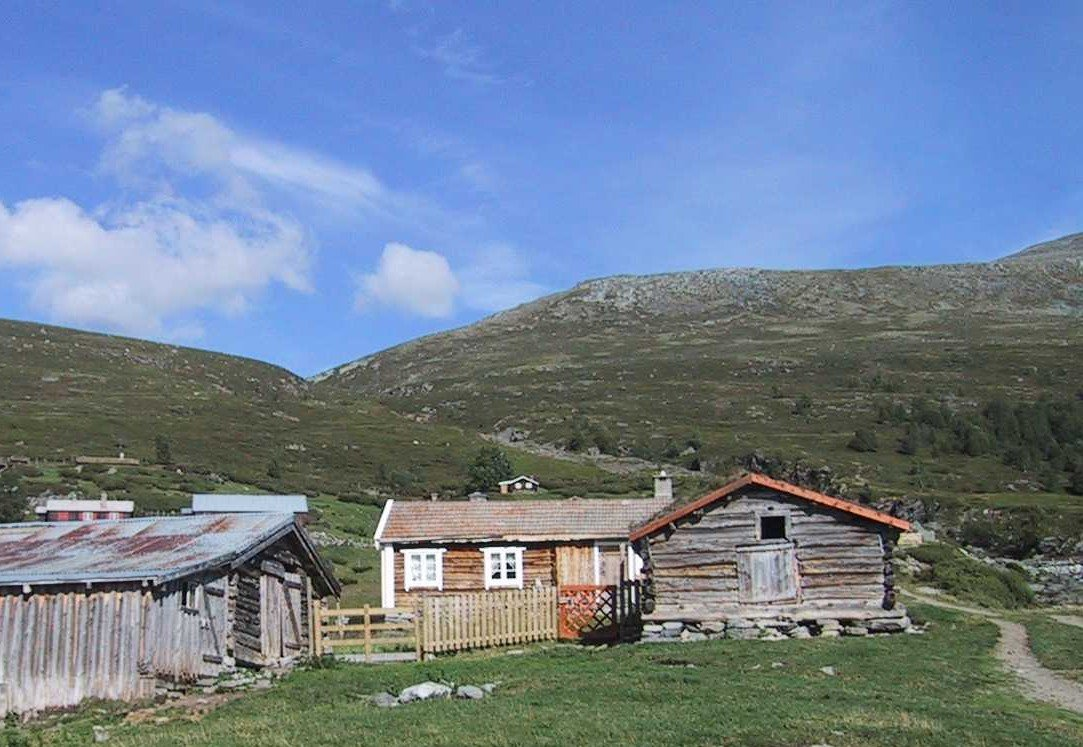
Seter

Die Landwirtschaft hat lange Tradition im Gudbrandstal. Die Höfe liegen zumeist an den Talseiten, wo sich Weidegrund für die gehaltenen Tiere finden. Der Talbereich hingegen war weniger geeignet, da es dort eine größere Gefahr durch Überschwemmungen und Erdrutsche gab. Im 19. Jahrhundert wurden mancherorts die landwirtschaftlich nutzbaren Flächen ausgeweitet. Für den Anbau von Getreide ist die Region aufgrund des vorherrschenden Klimas weitgehend ungeeignet. Im südlichen Talgebiet hat die Forstwirtschaft eine größere Bedeutung. Die industrielle Produktion beschränkt sich vielerorts auf die Weiterverarbeitung von landwirtschaftlich erzeugten Waren und Holz. Eine wichtige Einnahmequelle für viele Kommunen und Orte im Tal ist der Tourismus, wobei die Region um Lillehammer eines der Hauptzentren darstellt.

## Name
Die Einwohner des Tals werden als Gudbrandsdøl bezeichnet. Im Altnordischen wurde das Tal im Plural Guðbrandsdalir genannt. Der erste Teil des Namens leitet sich vom Männernamen Gudbrand ab. Als Namensgeber fungierte wohl der Wikingerhäuptling Dale-Gudbrand. Es gilt als untypisch, dass ein so großes Gebiet an einen Namen einer Person gebunden ist. Deshalb wird vermutet, dass der Name zunächst für ein kleineres Areal genutzt worden ist.

## Gudbrandsdalen in der Kultur
- Die Gestalt des Peer Gynt aus Henrik Ibsens gleichnamigem Bühnendrama soll sich im Gudbrandstal aufgehalten und gelebt haben. Ein Gedenkstein für Peer Gynt steht in Vinstra, sein angeblicher Hof in Håga. Heute wird in Vinstra das Peer Gynt Festival gefeiert.[10]
- Der norwegische Komponist David Monrad Johansen (* 1906; † 1979) benannte seine Suite No. 2 für Klavier „Frå Gudbrandsdalen“ (dt. „Aus dem Gudbrandstal“).
- Sigrid Undsets Romantrilogie Kristin Lavranstochter (1920/22), für den sie den Nobelpreis für Literatur bekam, spielt zu einem großen Teil im Gudbrandstal.
- Berühmt ist das Tal auch für seinen braunen Süßmolkekäse aus Ziegen- und Kuhmilch, den Gudbrandsdalsost (Ost = Käse).[11]